# Una unipunctata
Una unipunctata är en fjärilsart som beskrevs av Lambertus Johannes Toxopeus 1932. Una unipunctata ingår i släktet Una och familjen juvelvingar. Inga underarter finns listade i Catalogue of Life.